# Francesco Secchiari
Francesco Secchiari (Fivizzano, 24 agosto 1972) è un ex ciclista su strada italiano.
Professionista dal 1995 al 2004, ha vinto un Giro di Toscana.

## Carriera
Secchiari ottenne nove successi nella carriera professionistica tra le quali il Giro di Toscana (1998), una tappa del Tour de Suisse (2000) e la classifica finale del Giro d'Abruzzo (1998). Un grave incidente mise a rischio la sua carriera il 18 ottobre 1995 nei chilometri finali della Milano-Torino quando con Marco Pantani e Davide Dall'Olio fu investito da un veicolo privato entrato sul percorso di gara provenendo nel senso contrario ai ciclisti. Secchiari, allora neoprofessionista, subì tre fratture al bacino.

## Palmarès
- 1993 (dilettanti)

Coppa Città di Asti
- 1994 (dilettanti)

Torino-Biella
- 1995

3ª tappa Giro del Portogallo (Alpiarça > Portalegre)
- 1997

Gran Premio Industria Commercio Artigianato Carnaghese
4ª tappa Giro del Portogallo (Évora > Abrantes)
7ª tappa Giro del Portogallo (Portalegre > Serra da Estrela)
- 1998

2ª tappa Giro d'Abruzzo
3ª tappa, 2ª semitappa Giro d'Abruzzo
Classifica generale Giro d'Abruzzo
Giro di Toscana
- 2000

9ª tappa Tour de Suisse (St. Moritz > Arosa)

## Piazzamenti

### Grandi Giri
- Giro d'Italia

2000: 59º
2001: 48º
2002: ritirato
2003: 96º
1993: 52º
- Tour de France

1999: ritirato
2004: 143º
- Vuelta a España

2009: ritirato

### Classiche monumento
- Milano-Sanremo

1995: 129º
2002: 129º